# Ао Ан
Ао Ан (кхмер. ប្រវត្តិរូប), он же Та Ан (кхмер. តាអាន; 1933, Kampong Tralach District, Кампонгчнанг — 6 ноября 2020, Баттамбанг) — камбоджийский революционер, деятель режима Красных Кхмеров, заместитель секретаря партийного комитета Центральной зоны (1977—1979). Обвинялся международным трибуналом ООН в преступлениях против человечности.

## Биография
Ао Ан родился в 1933 году в деревне Таингсвай, коммуна Пеам, округ Кампонгтралать, провинция Кампонгчнанг. В годы правления Красных Кхмеров занимал должность секретаря партийного комитета Сектора 41 в Центральной зоне, был членом партийного комитета Центральной зоны, а с конца 1977 по январь 1979 года — заместителем секретаря партийного комитета Центральной зоны.
27 марта 2015 года международный судья, ведущий судебное следствие по делу 004, предъявил Ао Ану обвинение в геноциде тямов в провинции Кампонгтям и других преступлениях против человечности. Его адвокатами выступали Мом Луч (Камбоджа), Йёран Слейтер (Нидерланды) и Ричард Роджерс (Великобритания).
После тринадцати лет расследования так не было достигнуто консенсуса о том, подпадает ли Ао Ан под юрисдикцию ЧПСК, в результате чего 10 августа 2020 года Палата Верховного суда установила, что против Ао Ана не было предъявлено окончательного и подлежащего исполнению обвинительного заключения. Принимая во внимание право сторон на окончательное решение по делу, Палата Верховного суда прекратила дело против Ао Ана.
Ао Ан умер 8 ноября 2020 года в возрасте 87 лет в провинции Баттамбанг.